# Пружна деформація
Пру́жна деформа́ція — деформація, що не викликає незворотні зміни у структурі тіла.
За пружної деформації тіло повертає собі попередні розміри й форму при знятті напруження.
Область фізики та розділ механіки суцільних середовищ, що вивчають пружні деформації, називаються теорія пружності.
Інші види деформації викликають незворотні зміни у структурі тіла. Сюди відносять: пластичну деформацію, як миттєву, так і в'язку (наприклад, повзучість).
З погляду мікроскопічної будови твердого тіла, пружна дефомація виникає тоді, коли змінюються відстані між атомами, проте кожен із атомів тіла залишається в своїй потенціальній ямі.
При малих пружних деформаціях напруження, що виникають в тілі, пропорційні деформації. В цій області справедливий закон Гука. При збільшенні навантаження вище границі пропорційності лінійність може порушуватися, хоча деформація залишатиметься пружною.